# Brillant rubinoïde
Heliodoxa rubinoides
Espèce
Statut de conservation UICN

 LC  : Préoccupation mineure
Statut CITES
Le Brillant rubinoïde (Heliodoxa rubinoides) est une espèce d'oiseau appartenant à la famille des Trochilidae.

## Répartition
Son aire de répartition comprend la Colombie, l'Équateur et le Pérou.

## Liste des sous-espèces
D'après Alan P. Peterson, cet oiseau est représenté par trois sous-espèces :
- Heliodoxa rubinoides aequatorialis (Gould) 1860 ;

Carte de répartition de l'espèce

- Heliodoxa rubinoides cervinigularis (Salvin) 1892 ;
- Heliodoxa rubinoides rubinoides (Bourcier & Mulsant) 1846.

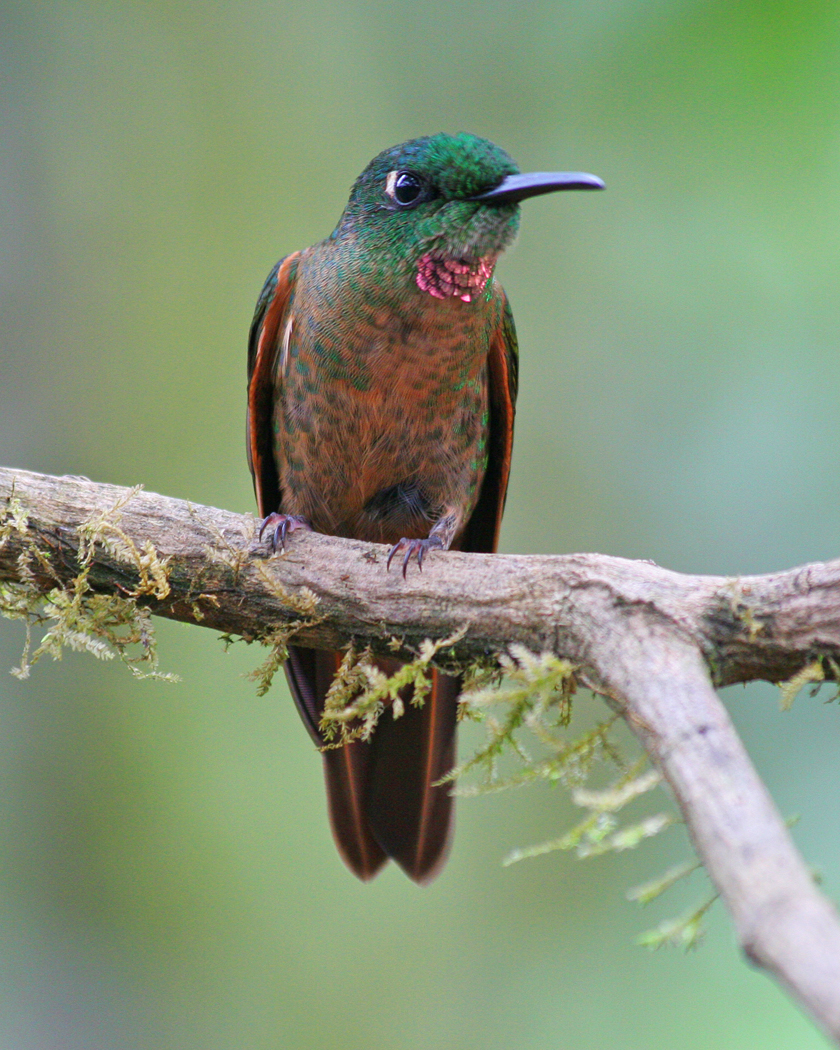
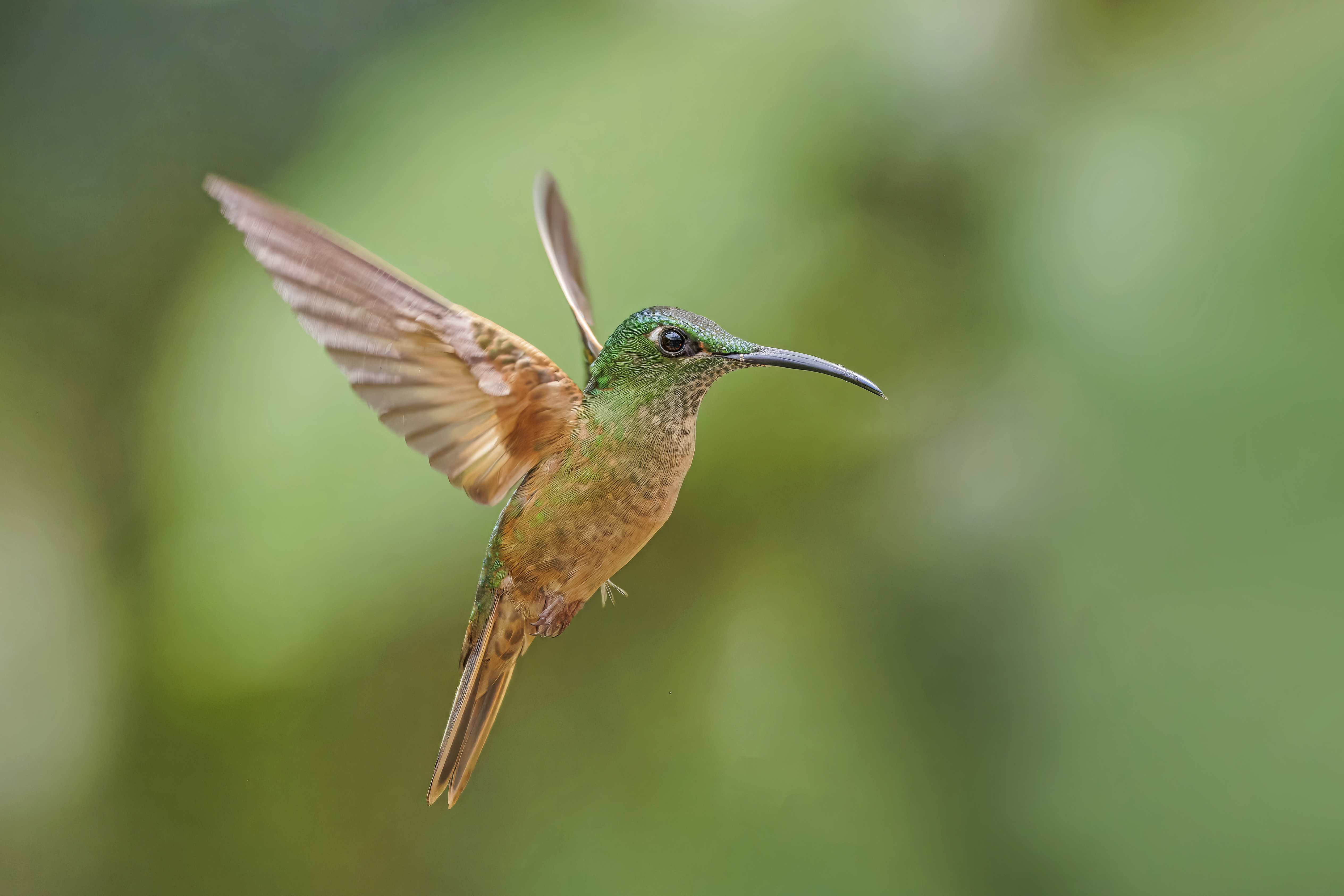
Heliodoxa rubinoides aequatorialis
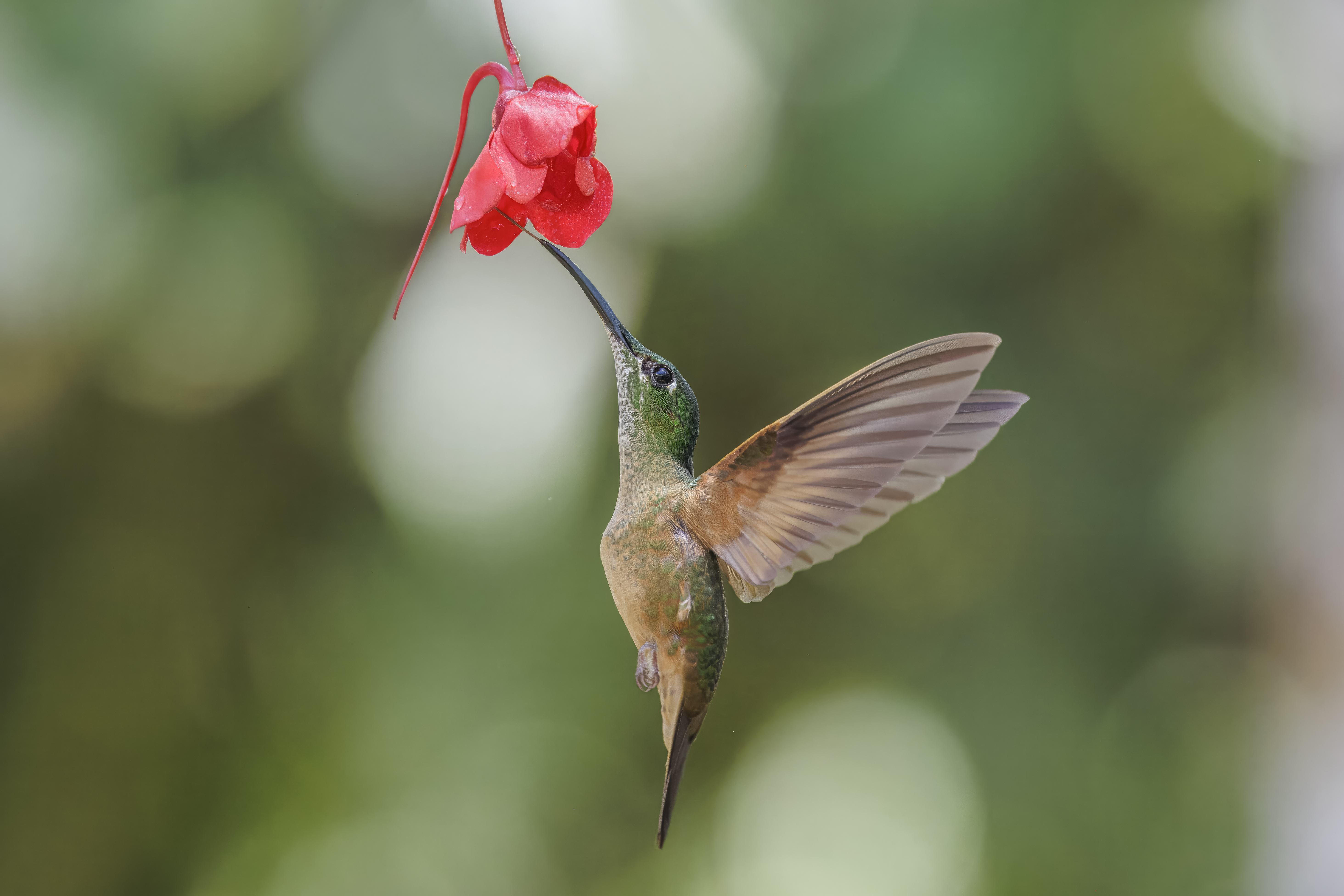
Heliodoxa rubinoides aequatorialis